# クネモス
クネモス（希：Κνήμος、ラテン文字転記：Cnemos、紀元前5世紀、生没年不明）はペロポネソス戦争初期のスパルタの将軍・提督である。彼は紀元前430年から紀元前429年までナウアルコス（スパルタの提督・ペロポネソス同盟連合艦隊総司令官職で、秋に始まり秋に終わる一年任期）を勤めた。
クネモスはペロポネソス戦争中の紀元前430年に1000人の重装歩兵と共にアテナイの同盟国ザキュントスに派遣されたが、ザキュントスを屈服させることができずに帰国した。翌紀元前429年の夏にスパルタはアテナイの同盟国であるザキュントスやケファレニアをアテナイから切り離し、またケルキュラとの間に楔を打ち込もうとして、アテナイとそれらの同盟国との間に横たわるアカルナニアの地を勢力下に置くために陸海の軍を送った。クネモスはその陸軍（2000人）の指揮を執った。しかし、彼はストラトス（en:Stratos, Greece）近郊でアカルナニア人に敗れて撤退し、また艦隊47隻もリオンの海戦でフォルミオン率いるアテナイ艦隊20隻に敗れてアカルナニア方面作戦は失敗に終わった。クネモスは海戦に敗れた艦隊とキュレネで合流し、次の海戦を目論むスパルタからは諮問団（ティモクラテス、ブラシダス、リュコフロンら）と艦隊の再建の指令が送られてきて、彼らは再び同盟諸国から艦隊77隻を集めた。クネモス率いるそのペロポネソス艦隊は再び、今度は四倍近い戦力でフォルミオンに挑んだが、勝利まで後一歩というところで戦況をひっくり返されて敗れた（ナウパクトスの海戦）。
艦隊を解散する前にクネモスと他の指揮官たちはメガラ人の提案を受けてアテナイの港ペイライエウスを襲撃しようと計画した。彼らはメガラのニサイア湾の40隻の船に水兵を乗せて出航したが、敵の本陣を攻撃する危険を恐れて、もしくは風に流されたために標的をサラミス島のメガラ（前述のメガラとは別）を襲撃してサラミス島の各地を略奪して回った。彼らはアテナイの防衛部隊がやってくる前に捕虜や略奪品を奪ってニサイアへと戻った。その後クネモスは任期切れのために任を解かれたはずであり、それ以降の彼については不明である。